# Chioneryx grus
Chioneryx grus is een tweekleppigensoort uit de familie van de Veneridae. De wetenschappelijke naam van de soort is voor het eerst geldig gepubliceerd in 1858 door Holmes.